# Claudette et Ti Pierre
 (octobre 2023).
Claudette et Ti Pierre est un groupe de musique Haïtien populaire dans les Caraïbes. Le groupe est formé de deux membres : Claudette Pierre-Louis (Claudette) et Ulrick Pierre (Ti Pierre), né aveugle. Il se forme en 1977 dans la région de Port-au-Prince et sortira 10 albums entre 1977 et 1990. Le groupe connait un succès important dans les Caraïbes où il entreprendra de nombreux concerts.

## Histoire
Le duo Claudette et Ti Pierre parviennent à conjuguer « musique de danse et chanson citoyenne » avec entre autres deux chansons de leur deuxième albums : Camionette et Zanmi Camarade qui dénonce le machisme. Leur chanson Camionette est un succès à l'époque et encore décrite comme « un tube » par Alain Mabanckou dans les années 2010. Tous deux font des tournées et sortent régulièrement des albums dans les années 1970 et 1980.
Le groupe connait un destin tragique durant le coup d'État de 1991 à Haïti où Ti Pierre (Ulrick Pierre) meurt assassiné, tragiquement, dans l'incendie criminel de la maison où il se trouvait. Le 26 janvier 1991, alors qu'il joue chez un sorcier tonton Macoute, des habitants pro-Jean-Bertrand Aristide du quartier Carrefour marin font intrusion chez le macoute pour un déchoucage de la maison en y mettant le feu, et le musicien aveugle trouve la mort dans l'incendie.
De son côté Claudette se rend au Canada et est toujours en vie.

## Musique
La musique de Claudette et Ti Pierre est majoritairement composée de trois instruments : la voix, l'orgue, et des boîtes à rythmes. Les paroles sont majoritairement en créole haïtien.

## Discographie
- 1977 : Album II (Macaya Records)
- 1978 : Camionette (Macaya Records)
- 1979 : Tour 79 (Mini Records)
- 1980 : Pa kontrarié'm (Marc Records)
- 1981 : Noël (Mini Records)
- 1981 : Une soirée avec (Mini Records)
- 1982 : Hello Africa (Mini Records)
- 1983 : Souvenirs d'Afrique (Mini Records)
- 1984 : Zanzi (Mini Records)
- 1990 : Kolabore (Mini Records)